# Portacelis Parte Media
Portacelis Parte Media är en ort i Mexiko.   Den ligger i kommunen Tapilula och delstaten Chiapas, i den sydöstra delen av landet, 700 km öster om huvudstaden Mexico City. Portacelis Parte Media ligger 874 meter över havet och antalet invånare är 268.
Terrängen runt Portacelis Parte Media är kuperad söderut, men norrut är den bergig. Portacelis Parte Media ligger nere i en dal. Runt Portacelis Parte Media är det ganska tätbefolkat, med 72 invånare per kvadratkilometer. Närmaste större samhälle är Tapilula, 3,1 km väster om Portacelis Parte Media. I omgivningarna runt Portacelis Parte Media växer i huvudsak städsegrön lövskog.